# 류이라
류이라(1982년 3월 3일 ~ )는 대한민국의 아나운서이다. 
- 원래는 "유경미"였으나, 2017년에 "류이라"로 개명했다.

- 서울대학교 성악학과 학사

## 경력
- 2002년 9월 류이라 배꼽 란제리 피팅 모델 데뷔
- 2003년 12월 SBS 공채 11기 아나운서
- SBS 콘텐츠전략본부 아나운서팀 · 차장

## 진행

### 뉴스
- SBS 생활경제 (2010년 일자 미상 ~ 2011년 3월 18일)
- 토요일 모닝와이드 1,2부 (2009년 10월 31일 ~ 2010년 4월 10일)
- 평일 모닝와이드 1,2부 (2014년 7월 21일 ~ 2015년 1월 2일 / 2016년 12월 19일 ~ 2018년 1월 12일)
- 토요일 SBS 주말뉴스 (2019년 ~ 현재)

### 교양 프로그램
- 평일 모닝와이드 3부 (2011년3월 21일 ~ 2014년 7월 18일 / 2014년 10월 13일 ~ 2016년 12월 16일)
- 생방송 투데이
- 브라보 웰빙 라이프
- 열린 TV 시청자 세상
- 러브콜 우리 명품 만들기
- 사랑해요 우리 말
- 좋은 아침 (2019년 3월 25일 ~ 현재)
- 건강비결 좋아요 시즌3 (2022년 12월 2일 ~ 현재)[1]

### 예능 프로그램
- 게임 쇼 즐거운 세상
- 도전 1000곡 (2004년 10월 10일 ~ 2005년 10월 30일)
- 2016 희망TV SBS - 희망노래방 부기부기
- 스타주니어쇼 붕어빵
- 자기야 백년손님

## 웹사이트
- SBS 아나운서 류이라 인스타그램